# Stefan Posch
Stefan Posch (Judenburg, 1997. május 14. –) osztrák válogatott labdarúgó, az olasz Bologna játékosa.

## Pályafutása

### Klubcsapatokban
Korosztályos szinten megfordult a Tus Kraubath, a DSV Leoben, a Grazer AK, az AKA HIB Liebenau, a Sturm Graz és az Admira Wacker Mödling, valamint  a német TSG Hoffenheim csapataiban. A 2016–17-es szezont a Hoffenheim második csapatánál töltötte. 2016. augusztus 5-én mutatkozott be a VfB Stuttgart II elleni negyedosztályú bajnoki találkozón. 2017. március 5-én az első bajnoki gólját szerezte meg a Homburg csapata ellen 5–2-re megnyert találkozón. Szeptember 28-án mutatkozott be a felnőttek között a Ludogorec Razgrad elleni Európa-liga mérkőzésen. Október 14-én a bajnokságban is debütált, az Augsburg ellen 2–2-re végződő mérkőzésen.
2022. szeptember 1-jén vételi opcióval került kölcsönbe a Bologna csapatához. 2023. május 31-én az olasz klub érvényesítette a szerződésben foglaltakat.

### A válogatottban
Többszörös korosztályos válogatott labdarúgó. Részt vett a 2016-os U19-es labdarúgó-Európa-bajnokságon és a 2019-es U21-es labdarúgó-Európa-bajnokságon. 2019. június 10-én mutatkozott be a felnőtt válogatottban Észak-Macedónia ellen Aleksandar Dragović cseréjeként. 2021 májusában bekerült az Európa-bajnoki keretbe. 2024. június 7-én Ralf Rangnick szövetségi kapitány 26 fős keretébe bekerült, amely a 2024-es labdarúgó-Európa-bajnokságra utazott.

## Statisztika

### Válogatott
2023. június 20-i állapotnak megfelelően.
| Ausztria | Ausztria | Ausztria |
| Év       | Mérk.    | Gólok    |
| -------- | -------- | -------- |
| 2019     | 5        | 1        |
| 2020     | 4        | 0        |
| 2021     | 6        | 0        |
| 2022     | 5        | 0        |
| 2023     | 4        | 0        |
| Összesen | 24       | 1        |

### Válogatott gólok
2019. október 13-i állapotnak megfelelően.
| #  | Időpont           | Helyszín                              | Ellenfél  | Gólok | Eredmény | Kiírás                                       |
| -- | ----------------- | ------------------------------------- | --------- | ----- | -------- | -------------------------------------------- |
| 1. | 2019. október 13. | Stožice Stadion, Ljubljana, Szlovénia | Szlovénia | 1–0   | 1–1      | 2020-as labdarúgó-Európa-bajnokság selejtező |